# فهرست آثار ملی شهرستان اهواز
شهرستان اهواز یکی از شهرستان‌های استان خوزستان به مرکزیت شهر اهواز می‌باشد.

## آثار ثبت‌شده
| ردیف | نام اثر                          | نگاره | دیرینگی                   | موقعیت                                                                                         | شمارهٔ ثبت | تاریخ ثبت  | منبع  |
| ---- | -------------------------------- | ----- | ------------------------- | ---------------------------------------------------------------------------------------------- | --------- | ---------- | ----- |
| ۱    | هرمز اردشیر                      |       | ساسانی                    | محدوده کنونی شهر اهواز                                                                         | ۴۳        | ۱۳۱۰/۰۶/۲۴ | [ ۱ ] |
| ۲    | بنای معین التجار                 |       | قاجاریه                   | کناررودخانه کارون ۳۱°۱۹′۲۱٫۰″ شمالی ۴۸°۴۰′۴۱٫۸″ شرقی / ۳۱٫۳۲۲۵۰۰°شمالی ۴۸٫۶۷۸۲۷۸°شرقی          | ۲۱۵۸      | ۱۳۷۷/۰۸/۲۰ | [ ۲ ] |
| ۳    | پل سفید اهواز                    |       | پهلوی اول                 | مرکز شهر اهواز، بر روی رودخانه کارون                                                           | ۲۴۹۳      | ۱۳۷۸/۰۸/۲۶ |       |
| ۴    | دانشکده ادبیات و علوم انسانی     |       | پهلوی اول                 | فلکه ۳ گوش                                                                                     | ۲۴۹۷      | ۱۳۷۸/۰۸/۲۶ |       |
| ۵    | ساباط جنب خانه معین التجار       |       | اوایل قاجار               | اهواز، قسمتی ازبازارقدیمی اهواز                                                                | ۲۵۴۸      | ۱۳۷۸/۱۰/۰۸ |       |
| ۶    | هشت بنگله/ منازل سازمانی راه‌آهن  |       | پهلوی اول                 | اهواز، خ، فلسطین روبروی فرمانداری اهواز                                                        | ۲۵۷۵      | ۱۳۷۸/۱۱/۱۱ |       |
| ۷    | خانه‌های مسکونی راه‌آهن            |       | پهلوی اول                 | اهواز، جوارپل نادری                                                                            | ۲۵۸۷      | ۱۳۷۸/۱۱/۲۷ |       |
| ۸    | پل سیاه/ پل فلزی راه‌آهن          |       | پهلوی اول                 | اهواز، ارتباط بین شرق و غرب کارون                                                              | ۲۵۹۹      | ۱۳۷۸/۱۱/۲۷ |       |
| ۹    | دانشسرای مقدماتی پسران شهر اهواز |       | پهلوی اول                 | اهواز، باغ معین، دانشسرای مقدماتی                                                              | ۲۶۰۵      | ۱۳۷۸/۱۲/۲۵ |       |
| ۱۰   | کارخانه ریسندگی و بافندگی        |       | پهلوی                     | انتهای خیابان امام خمینی، ره،                                                                  | ۲۹۱۳      | ۱۳۷۹/۰۹/۲۰ |       |
| ۱۱   | تپه بالنجان                      |       |                           | نزدیک روستای امام خمینی ۲۵ کیلومتری غرب دزفول چهارراه آوج شهرک شریعتی                          | ۳۰۷۱      | ۱۳۷۹/۱۲/۲۵ |       |
| ۱۲   | تپه گلگیر                        |       |                           | ۴۵ کیلومتری غرب مسجد سلیمان نزدیک کارخانه سلیمان روستای گلگیر روبروی پاسگاه                    | ۳۰۷۲      | ۱۳۷۹/۱۲/۲۵ |       |
| ۱۳   | تپه سنجر ۱                       |       |                           | ۲۰ کیلومتری، جاده شوش اندیمشک، نرسیده به سه راهی دهلران، ۷۰۰ متری جاشیه جنوبی جاده اندیمشک     | ۳۰۷۳      | ۱۳۷۹/۱۲/۲۵ |       |
| ۱۴   | تپه سنجر ۲                       |       |                           | ۲۰ کیلومتری، جاده شوش اندیمشک، نرسیده به سه راهی دهلران، ۷۰۰ متری حاشیه جنوبی جاده شوش اندیمشک | ۳۰۷۴      | ۱۳۷۹/۱۲/۲۵ |       |
| ۱۵   | تپه سنجر ۳                       |       |                           | ۲۰ کیلومتری جاده شوش اندیمشک، نرسیده به سه راهی دهلران، ۷۰۰ م حاشیه جاده شوش اندیمشک           | ۳۰۷۵      | ۱۳۷۹/۱۲/۲۵ |       |
| ۱۶   | تپه سنجر ۴                       |       |                           | ۲۰ کیلومتری، جاده شوش اندیمشک، نرسیده به سه راهی دهلران، ۷۰۰ م حاشیه جنوبی جاده شوش اندیمشک    | ۳۰۷۶      | ۱۳۷۹/۱۲/۲۵ |       |
| ۱۷   | تپه سنجر ۵                       |       |                           | ۲۰ کیلومتری، جاده شوش اندیمشک، نرسیده به سه راهی دهلران، ۷۰۰ م حاشیه حنوبی جاده شوش اندیمشک    | ۳۰۷۷      | ۱۳۷۹/۱۲/۲۵ |       |
| ۱۸   | تپه سنجر ۶                       |       |                           |                                                                                                | ۳۰۷۸      | ۱۳۷۹/۱۲/۲۵ |       |
| ۱۹   | گوردخمه دالرین                   |       |                           | شوشتر، ۷ کیلومتری حد فاصل شوشتر، مسجد سلیمان بین روستای گرداب و جی جل                          | ۳۰۸۰      | ۱۳۷۹/۱۲/۲۵ |       |
| ۲۰   | آرامگاه امامزاده سید محمد ماهرو  |       |                           | شوشتر، خیابان شریعتی شرقی، جنب مجموعه آسیابها و آبشارها                                        | ۳۰۸۱      | ۱۳۷۹/۱۲/۲۵ |       |
| ۲۱   | تل مهتاج                         |       |                           | بهبهان، ۴ کیلومتری جاده بهبهان، اهواز                                                          | ۳۰۸۲      | ۱۳۷۹/۱۲/۲۵ |       |
| ۲۲   | مجموعه نهرداریون                 |       |                           | شوشتر، غرب شوشتر ضلع شمال قلعه سلاسل (ابتدای نهر) باغات ومزارع میان آب (انتهای نهر)            | ۳۰۸۳      | ۱۳۷۹/۱۲/۲۵ |       |
| ۲۳   | تپه بندبال                       |       |                           | ۸۰ کیلومتری جاده شوش، اندیمشک روبروی روستای رداده                                              | ۳۱۱۰      | ۱۳۷۹/۱۲/۲۵ |       |
| ۲۴   | تپه سلیمان                       |       |                           | شوش، ۳ کیلومتری شوش کنار جاده شوش، اندیمشک بین روستای رداده                                    | ۳۱۱۱      | ۱۳۷۹/۱۲/۲۵ |       |
| ۲۵   | تپه رداده                        |       |                           | ۸ کیلومتری شوش، اندیمشک روستای رداده                                                           | ۳۱۱۲      | ۱۳۷۹/۱۲/۲۵ |       |
| ۲۶   | چغابنوت                          |       |                           | دزفول، ۶ کیلومتری غرب چغامیش                                                                   | ۳۲۳۲      | ۱۳۷۹/۱۲/۲۵ |       |
| ۲۷   | محوطه باستانی عبدالمامیر         |       |                           | شهرستان شوشتر، بخش شعیبیه                                                                      | ۳۳۵۲      | ۱۳۷۹/۱۲/۲۵ |       |
| ۲۸   | قلعه یزدگرد                      |       | ساسانی                    | شهرستان رامهرمز، روستای لیشان ۱۴ کیلومتری از پل الله در کنار رود زرد                           | ۳۳۵۳      | ۱۳۷۹/۱۲/۲۵ |       |
| ۲۹   | هتل قو                           |       | پهلوی                     | شهرستان اهواز، جاده ساحلی، خیابان خسروی                                                        | ۳۳۵۴      | ۱۳۷۹/۱۲/۲۵ |       |
| ۳۰   | منزل نفیسی                       |       | پهلوی اول                 | شهرستان اهواز، خیابان نادری، خیابان کشاف باف، روبروی پارگینگ کارون                             | ۳۴۹۴      | ۱۳۷۹/۱۲/۲۵ |       |
| ۳۱   | دبیرستان شاپور                   |       | پهلوی اول                 | اهواز، خ شهید محمد، جنب کلوپ ورزشی شهید با هنر                                                 | ۳۶۱۰      | ۱۳۷۹/۱۲/۲۵ |       |
| ۳۲   | کوشک حمیدیه                      |       | اواخر قاجار ـ اوایل پهلوی | شهرستان اهواز، شهر حمیدیه، کوشک حمیدیه                                                         | ۳۹۸۰      | ۱۳۸۰/۰۷/۱۰ |       |
| ۳۳   | خانه ماپار                       |       | پهلوی اول                 | خیابان نادری، خیابان خوانساری بعد از چهارراه اول پ ۵۵۱                                         | ۴۲۲۶      | ۱۳۸۰/۰۹/۰۵ |       |
| ۳۴   | میدان چهار شیر                   |       | پهلوی (۱۳۳۸ ه‍.ش)           | شهرستان اهواز، میدان چهار شیر                                                                  | ۷۰۴۰      | ۱۳۸۱/۱۰/۱۰ |       |
| ۳۵   | بیمارستان امام خمینی             |       | پهلوی اول                 | شهرستان اهواز، خیابان ۲۴ متری (آزادگان)                                                        | ۷۰۴۱      | ۱۳۸۱/۱۰/۱۰ |       |
| ۳۶   | مسجد حاج رضا                     |       | قاجاریه (۱۳۱۵ ق)          | اهواز، خیابان آزادگان (۲۴ متری)، نبش بازار کاوه                                                | ۷۹۲۸      | ۱۳۸۱/۱۲/۱۷ |       |
| ۳۷   | مسجد آقا سید علی دزفولی          |       | پهلوی اول                 | اهواز، خیابان دکتر شریعتی (۳۰ متری) کوچه شهید عظیم                                             | ۷۹۲۹      | ۱۳۸۱/۱۲/۱۷ |       |
| ۳۸   | محوطه تاریخی فرهنگی حمیدیه       |       | تاریخی ـ اسلامی           | شهرستان اهواز، بخش حمیدیه، ابتدای جاده حمیدیه به اهواز سمت چپ                                  | ۷۹۳۰      | ۱۳۸۱/۱۲/۱۷ |       |
| ۳۹   | خانه دادرس                       |       | قاجاریه                   | اهواز، ابتدای خیابان سلمان فارسی (نادری) بازار عبدالحمید                                       | ۹۷۶۴      | ۱۳۸۲/۰۵/۲۷ |       |
| ۴۰   | مغازه قزلباش                     |       | اواخر قاجار ـ اوایل پهلوی | اهواز، خیابان سیروس، بعد از چهارراه نظامی، پلاک ۱۰۳                                            | ۱۰۴۲۰     | ۱۳۸۲/۰۷/۰۱ |       |
| ۴۱   | خانه منشی‌زاده                    |       | اواخر قاجار ـ اوایل پهلوی | اهواز، فلکه شهدا، ابتدای خیابان نظامی (نظری پور) پلاک ۱۲۳                                      | ۱۰۴۲۱     | ۱۳۸۲/۰۷/۰۱ |       |
| ۴۲   | خانه قزلباش                      |       | اواخر قاجار ـ اوایل پهلوی | اهواز، خیابان سیروس، بعد از چهارراه نظامی، پلاک ۷۳                                             | ۱۰۴۲۲     | ۱۳۸۲/۰۷/۰۱ |       |
| ۴۳   | بالکن مهدیان                     |       | پهلوی                     | اهواز، ۲۴متری آزادگان، حریم بیمارستان امام خمینی (ره)، از پلاک ۴۱۸ تا ۴۸۸                      | ۱۰۴۳۸     | ۱۳۸۲/۰۷/۰۱ |       |
| ۴۴   | سرای عجم                         |       | قاجاریه                   | اهواز، خیابان آزادگان، خیابان صدرالسادات، سرای عجم                                             | ۱۰۸۷۵     | ۱۳۸۲/۱۱/۰۲ |       |
| ۴۵   | ساختمان گمرک (اهواز)             |       | پهلوی                     | اهواز، امانیه، خیابان تختی، بین پل نادری و پل پنجم، مشرف به رودخانه کارون                      | ۱۱۹۶۴     | ۱۳۸۴/۰۴/۰۵ |       |
| ۴۶   | مسجد توحید (بیگدلی)              |       | اواخر قاجار               | اهواز، انتهای خ آزادگان (۲۴م)، مسجد بیگدلی                                                     | ۱۱۹۶۵     | ۱۳۸۴/۰۴/۰۵ |       |
| ۴۷   | سرای فتحی                        |       | قاجاریه                   | اهواز، خ طالقانی، خ خوانساری، نبش بازار کاوه                                                   | ۱۳۵۶۸     | ۱۳۸۴/۰۷/۲۳ |       |
| ۴۸   | سقاخانه اهواز                    |       | پهلوی                     | اهواز، خ شریعتی، خ رستگاری                                                                     | ۱۳۷۲۶     | ۱۳۸۴/۰۸/۲۵ |       |
| ۴۹   | خانه بانک ملی شماره۱             |       | پهلوی                     | شهراهواز، کوی تختی (امانیه)، خ مدرس، بین سقراط و دز                                            | ۱۴۷۱۲     | ۱۳۸۴/۱۲/۱۶ |       |
| ۵۰   | خانه بانک ملی شماره۲             |       | پهلوی                     | شهراهواز، کوی تختی (امانیه)، خ مدرس، بین سقراط و دز                                            | ۱۴۷۱۳     | ۱۳۸۴/۱۲/۱۶ |       |
| ۵۱   | خانه بانک ملی شماره ۳            |       | پهلوی                     | شهراهواز، کوی تختی (امانیه)، خ مدرس، بین سقراط و دز                                            | ۱۴۷۱۴     | ۱۳۸۴/۱۲/۱۶ |       |
| ۵۲   | پل تاریخی کوت سید صالح           |       | پهلوی اول                 | شهرستان اهواز، بخش مرکزی، دهستان کوت عبدالله، روستای کوت سید صالح، بعد از بیمارستان سینا       | ۱۵۸۶۷     | ۱۳۸۵/۰۵/۰۸ |       |
| ۵۳   | ساختمان جهاد                     |       | پهلوی دوم                 | شهر اهواز، خ شرقی امام، ۳۰۰ م چهارراه آبادان به سمت کوی فاطمیه                                 | ۱۵۸۶۸     | ۱۳۸۵/۰۵/۰۸ |       |
| ۵۴   | ساختمان فرمانداری                |       | پهلوی اول                 | شهر اهواز، تقاطع خیابانهای دکتر کریم فاطمی و فلسطین، روبروی بیمارستان رازی                     | ۱۵۸۶۹     | ۱۳۸۵/۰۵/۰۸ |       |
| ۵۵   | سیلوی اهواز                      |       | پهلوی اول                 |                                                                                                | ۳۲۱۶۲     | ۱۳۹۷/۱۰/۱۲ | [ ۳ ] |